# Serenata
Serenata, česky také serenáta (z italského sereno – jasná noční obloha, nesprávně často odvozována od sera – večer) je hudební žánr, typ vokálně-instrumentální oslavné hudební skladby. Hrála se zejména při korunovacích, svatbách, narozeninách a jmeninách v 17. a 18. století. V závislosti na významu oslavované události a velikosti dvora se rozsah serenát  pohyboval od menších kantát až po velké opery, většinou typu opera seria. Často v nich alegorické postavy oslavují knížete.
Serenáta a serenáda jsou označení pro různé hudební žánry, a proto by se neměly zaměňovat. Zpočátku se sice oba pojmy (pojmenování žánrů) používaly jako synonyma, serenáda ale později charakterizovala čistě instrumentální hudební formu.
Jiné, běžně používané názvy pro serenátu jsou azione teatrale, festa teatrale, complimento, componimento, dramma per musica, scena da camera nebo večerní (noční) hudba. Někteří básníci používali zvláštní označení jako vlastní ochrannou známku. Pro serenáty jsou vždy typické večerní doba představení a polo-dramatický charakter.

## Charakteristika

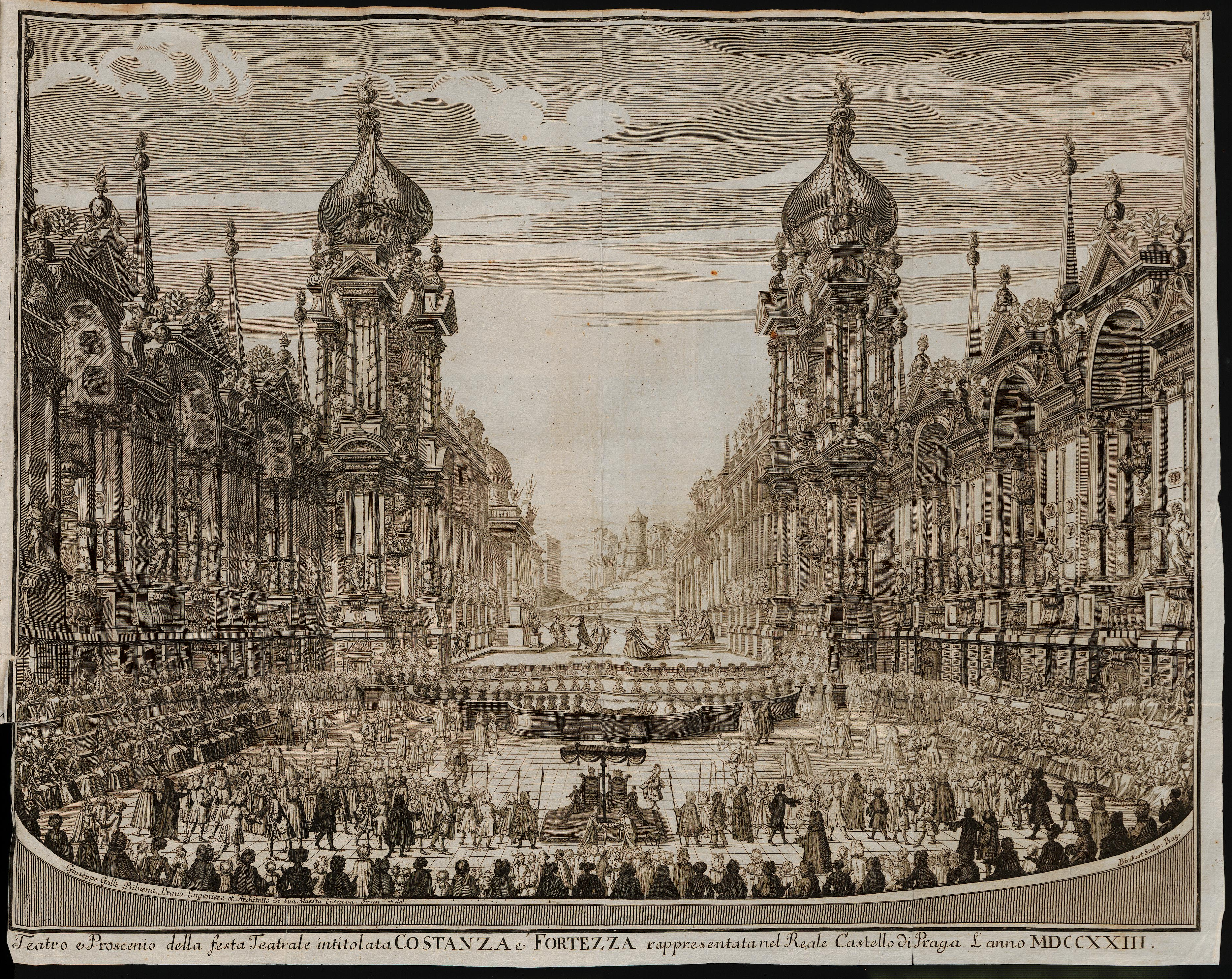
Costanza e fortezza, festa teatrale Johanna Josepha Fuxe, měla premiéru 28. srpna 1723 v Praze při korunovaci císaře Karla VI. českým králem. Divadelní architektura a scénografie Giuseppe Galli da Bibiena. Speciálně postavené divadlo v jízdárně, výhled na jeviště.

Původ serenáty spočívá ve středomořském podnebí, s ním souvisejícím zvyku trávit dobu poledního horka doma a společenský život přesouvat do večerních hodin. V 17. století se centrem rané tvorby serenát stávají Benátky. Podle dochovaných pramenů nebylo možné večer projít městem, aniž by nebylo slyšet hudbu. Serenáty zpočátku byly jen jakési prezentace oslavovaného. Reklama na danou osobu, kterou milovaným ženám věnovali jejich ctitelé. Postupem času se vyvinuly ve skladby uctívající vyšší společnost. Šlechtici si nechali příležitostně skládat oslavné serenáty na vlastní rod či osobu.
V průběhu 18. století zájem o serenáty postupně upadal. Obsahují stále více děje vyprávěného prostřednictvím sboru. Od poloviny 18. století se tak serenáty stále více podobají krátkým operám. Příkladem toho jsou i Ascanio in Alba (česky Ascanio v Albě) s premiérou v Miláně roku 1771 a Il sogno di Scipione (v českém překladu Scipionův sen) s premiérou v Salcburku roku 1772, pocházející z pera Wolfganga Amadea Mozarta.
Serenáta jako žánr nakonec zaniká. Důvodem je francouzská revoluce a s ní spojené odmítání okázalosti a oslavy šlechty a posílení postavení měšťanské třídy.

## Příklady
Skladby přímo označené jako Serenata :
- Antonio Bertali: Gli amori d'Apollo con Clizia, Vídeň 1661
- Antonio Cesti (nebo možná Remigio Cesti): Io son la primavera, Florencie 1662
- Georg Friedrich Händel: Il Parnasso in Festa, ku příležitosti sňatku princezny Anny Hannoverské s princem Vilémem Oranžským, Londýn 1734

Světské slavnostní kantáty:
- Johann Sebastian Bach: Světské kantáty BWV 30a, 36a, 66a, 134a, 173a, 184a, 193a, 194a, 206, 208, 213, 214, 215 a 249a .

Oslavné opery:
- Johann Joseph Fux: Costanza e fortezza, ke korunovaci císaře Karla VI. českým králem a narozeninové oslavy císařovny Alžběty Kristýny, Praha 1723
- Wolfgang Amadeus Mozart: Ascanio v Albě, „Serenata teatrale“ na svatbě arcivévody Ferdinanda Karla s princeznou Marií Beatrix Estenskou, Milán 1771
- Wolfgang Amadeus Mozart: Il sogno di Scipione, „Azione teatrale“ k výročí salcburského knížete-biskupa Zikmunda Kryštofa Schrattenbacha, Salcburk 1772
- Wolfgang Amadeus Mozart: La clemenza di Tito, korunovační opera pro císaře Leopolda II. a jeho manželky Marie Ludoviky český králem a královnou, Praha 1791